# Wybory parlamentarne w Monako w 2018 roku
Wybory parlamentarne w Monako w 2018 roku odbyły się 11 lutego. W ich wyniku wybranych zostało 24 członków Rady Narodowej.

## System wyborczy
Członkowie Rady Narodowej wybierani są na pięcioletnią kadencję w mieszanym systemie głosowania w jednym okręgu wyborczym. Szesnaście mandatów przydzielanych jest z uwzględnieniem systemu wielokrotnego głosowania (zwanego również systemem blokowym) spośród kandydatów, którzy uzyskali największą liczbę głosów. Pozostałe osiem mandatów obsadzane jest z zastosowaniem ordynacji proporcjonalnej z mieszanych list wyborczych, które przekroczyły próg 5% poparcia.

## Wyniki wyborów
Wybory parlamentarne do Rady Narodowej wygrała założona we wrześniu 2017 partia „Priorytet Monako” na którą oddano 57,71% ważnych głosów. Frekwencja wyborcza wyniosła 70,35%.
| Partia                                     | Partia                              | Głosy   | Głosy | Głosy | Mandaty | Mandaty |
| Partia                                     | Partia                              | Razem   | %     | +/–   | Razem   | +/–     |
| ------------------------------------------ | ----------------------------------- | ------- | ----- | ----- | ------- | ------- |
|                                            | Po pierwsze! Priorytet Monako (PM)  | 63 806  | 57,71 | —     | 21/24   | —       |
|                                            | Horyzont Monako (HM)                | 28 858  | 26,10 | 24,2  | 2/24    | 18      |
|                                            | Unia Monakijska (UM)                | 17 895  | 16,19 | 22,8  | 1/24    | 2       |
| Razem                                      | Razem                               | 110 559 | 100   | –     | 24      | 0       |
|                                            |                                     |         |       |       |         |         |
| Ważne głosy                                | Ważne głosy                         | 4824    | 94,61 |       |         |         |
| Puste głosy                                | Puste głosy                         | 100     | 1,96  |       |         |         |
| Nieważne głosy                             | Nieważne głosy                      | 175     | 3,43  |       |         |         |
| Liczba głosów oddanych ogółem              | Liczba głosów oddanych ogółem       | 5097    | 100   |       |         |         |
| Zarejestrowani wyborcy / frekwencja        | Zarejestrowani wyborcy / frekwencja | 7245    | 70,35 |       |         |         |
| Źródło: Mairie de Monaco, Mairie de Monaco |                                     |         |       |       |         |         |